# Julie Bebel
Johanna Caroline Julie Bebel (geb. Otto) (* 2. September 1843 in Leipzig; † 22. November 1910 in Zürich) war eine deutsche Sozialdemokratin. Sie war Ehefrau von August Bebel.

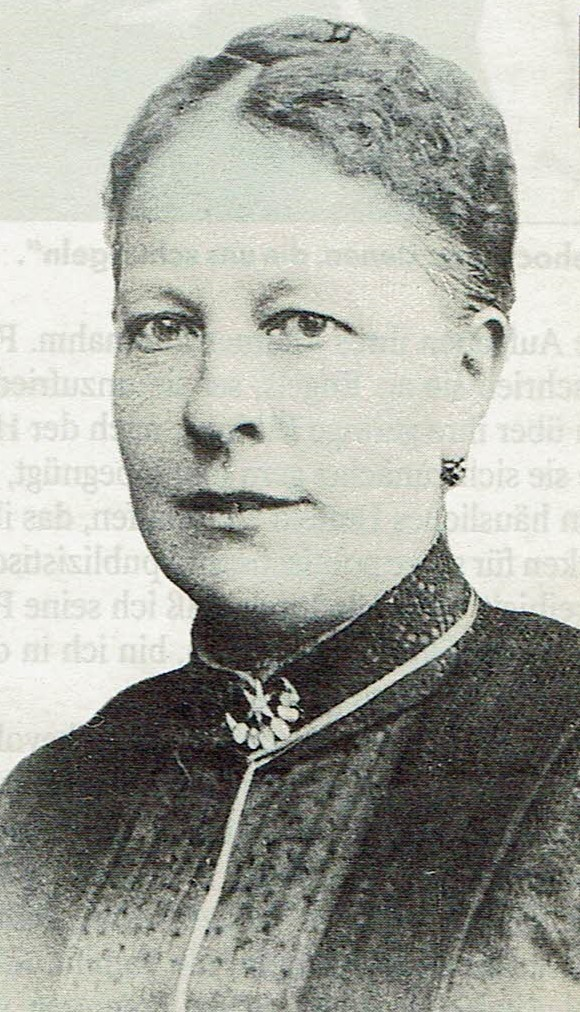
Julie Bebel vor 1900

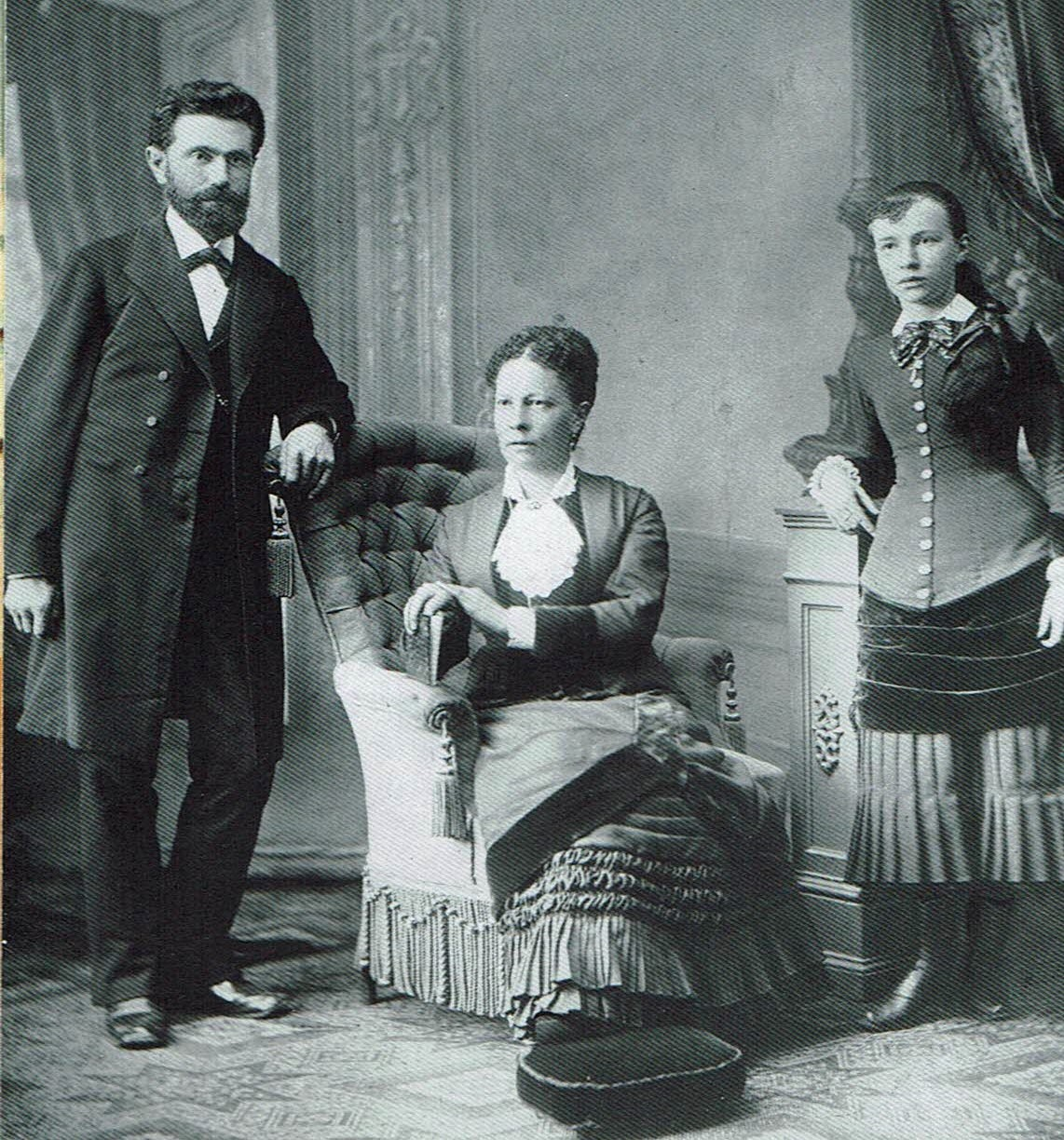
August und Julie Bebel sowie Tochter Frieda

## Leben
Julie war die Tochter von Johann Gottfried Otto (* 18. September 1798; † 10. April 1857) und Christiane Sophie, geb. Weber (* 8. August 1804; † 20. Dezember 1865). Ihr Vater arbeitete als Lohnkutscher, „Ballenbinder“, Packer und „Aufläder“ und die Mutter als Dienstmädchen und Köchin. Julie war das jüngste von sieben Kindern. Sie besuchte die Volksschule. Friedrich Engels gegenüber bekannte sie später einmal, dass in ihr „alle Jugendlust im Keime erstickt wurde“.
Sie selbst arbeitete als Putzmacherin. Nachdem sie Bebel 1863 auf dem Stiftungsfest des Gewerblichen Bildungsvereins kennengelernt hatte, heirateten beide am 9. April 1866. Aus der Ehe ging die Tochter Bertha Friederike (* 16. Januar 1869; † 28. Juni 1948) hervor.
Insbesondere während August Bebel in der Zeit des Sozialistengesetzes in Haft saß, leitete sie das Unternehmen ihres Mannes. Dabei handelte es sich um einen Drechslerbetrieb mit einer Reihe von Beschäftigten.
Auch Julie Bebel war überzeugte Sozialdemokratin. Zusammen mit anderen Frauen organisierte sie Solidaritätsversammlungen. Sie verwaltete in der Haftzeit Bebels zeitweise die Gelder der Partei und sorgte für Hilfe für Parteimitglieder, die durch das Sozialistengesetz in Not geraten waren.
Nach dem Ende des Sozialistengesetzes gehörte sie zu Beginn der 1890er Jahre zu den Gründerinnen des Bildungsvereins für Frauen und Mädchen in Berlin.
Die Eheleute Bebel tauschten vor allem während der Zeit des Sozialistengesetzes zahlreiche Briefe aus, die inzwischen veröffentlicht wurden. Weil die Briefe des gefangenen Bebel an seine Familie nicht zensiert wurden, begannen sie mit Familienangelegenheiten, um dann zu politischen Themen überzugehen. Über seine Frau nahm August Bebel so weiterhin Einfluss auf die Entwicklung. Julie Bebel stand auch im Briefwechsel mit Friedrich Engels. August Bebel widmete ihr seine Lebenserinnerungen Aus meinem Leben 1910 mit den Worten: „Meiner lieben Frau“.

## Briefe
- Werner Blumenberg (Hrsg.): August Bebels Briefwechsel mit Friedrich Engels. Mouton, London / De Haag / Paris 1965.
- Ursula Herrmann (Hrsg.): August und Julie Bebel. Briefe einer Ehe. Verlag J. H. W. Dietz Nachf., Bonn 1997, ISBN 3-8012-0243-7.
- Ursula Herrmann: Zum 85. Todestag August Bebels. Familienbriefe von August und Julie Bebel an Agnes und Ignatz Auer. In: Beiträge zur Geschichte der Arbeiterbewegung. Jg. 40, Berlin 1998, S. 57–79.